# ATP Cup
L'ATP Cup (Coppa ATP in italiano) è stato un torneo internazionale di tennis maschile a squadre. Ha visto la sua prima edizione disputarsi a gennaio 2020 in tre città australiane (Brisbane, Perth e Sydney) per dieci giorni, in vista degli Australian Open, e ha presentato squadre di 24 nazioni.
L'evento ha rappresentato nel 2020 il ritorno in calendario delle competizioni a squadre organizzate dall'ATP. L'ultimo torneo di questo tipo era stata la World Team Cup, disputata a Düsseldorf tra il 1978 e il 2012. A causa della pandemia di COVID-19, l'edizione del 2021 è stata disputata solamente a Melbourne e ridotta a dodici squadre. Con la pandemia ancora in corso, la successiva edizione del 2022 si è svolta nuovamente in una sola città, ma a sedici squadre e a Sydney.
Sono state disputate tre sole edizioni, la competizione è stata dismessa dopo l'edizione del 2022 e nel gennaio dell'anno successivo al suo posto è stata disputata – sempre in Australia – la United Cup, torneo per squadre nazionali miste maschili e femminili.

## Qualificazioni
Le squadre partecipanti alla competizione erano determinate dalla classifica in singolare del miglior giocatore di ogni nazione, che doveva comunque avere almeno tre giocatori in classifica ATP (di cui almeno 2 in classifica di singolare) per essere eleggibile.
Per la prima edizione, le prime 18 squadre qualificate furono annunciate nella settimana successiva agli US Open basandosi sulla classifica in singolare, mentre le rimanenti 6 nazionali vennero invece definite nella settimana delle ATP Finals a novembre. Se la nazione ospitante non si fosse qualificata direttamente nei primi 18 posti assegnati, la sua partecipazione sarebbe stata garantita con l'assegnazione di una wild card, riducendo a 5 i posti assegnati a novembre.
Per l'edizione del 2022 le squadre partecipanti furono le prime sedici nella classifica dell'ATP Cup, basata sul ranking ATP e sulla posizione del giocatore meglio classificato di ciascun Paese, e anche in questo caso se l'Australia non fosse stata tra le prime sedici avrebbe ricevuto una wild-card.

## Torneo
Il formato del torneo prevedeva di dividere le 16 squadre partecipanti in 4 gironi di 4 squadre ciascuno. Ogni squadra nazionale ha affrontato ciascuna altra squadra del girone in sfide formate da due match in singolare e uno in doppio.
L'incontro tra i numeri 2 di ciascuna squadra è stato il primo a svolgersi, seguito dal match tra i numeri 1 e infine da quello in doppio. Questo ultimo match si è svolto comunque, anche se gli scontri in singolare avessero già determinato la squadra vincitrice della sfida.
Le squadre vincitrici di ciascun girone accederanno alle semifinali.

## Punti ATP
Ciascun giocatore partecipante alla competizione ha ricevuto punti validi per la classifica ATP per ogni incontro vinto, calcolati sulla base del proprio ranking, del ranking dell'avversario e del turno in cui il match è stato disputato.
| Tipo      | Classifica Giocatore | Turno            | Punti per vittoria vs. avversario classificato | Punti per vittoria vs. avversario classificato | Punti per vittoria vs. avversario classificato | Punti per vittoria vs. avversario classificato | Punti per vittoria vs. avversario classificato |
| Tipo      | Classifica Giocatore | Turno            | N° 1-10                                        | N° 11-25                                       | N° 26-50                                       | N° 51-100                                      | N° 100+                                        |
| --------- | -------------------- | ---------------- | ---------------------------------------------- | ---------------------------------------------- | ---------------------------------------------- | ---------------------------------------------- | ---------------------------------------------- |
| Singolare | N° 1-300             | Finale           | 250                                            | 200                                            | 150                                            | 75                                             | 50                                             |
| Singolare | N° 1-300             | Semifinale       | 180                                            | 140                                            | 105                                            | 50                                             | 35                                             |
| Singolare | N° 1-300             | Quarti di finale | 120                                            | 100                                            | 75                                             | 35                                             | 25                                             |
| Singolare | N° 1-300             | Fase a gironi    | 75                                             | 65                                             | 50                                             | 25                                             | 20                                             |
| Singolare | N° 301+              | Finale           | 85                                             | 85                                             | 85                                             | 85                                             | 55                                             |
| Singolare | N° 301+              | Semifinale       | 55                                             | 55                                             | 55                                             | 55                                             | 35                                             |
| Singolare | N° 301+              | Quarti di finale | 35                                             | 35                                             | 35                                             | 35                                             | 25                                             |
| Singolare | N° 301+              | Fase a gironi    | 25                                             | 25                                             | 25                                             | 25                                             | 15                                             |
| Doppio    | Qualsiasi            | Finale           | 85                                             | 85                                             | 85                                             | 85                                             | 85                                             |
| Doppio    | Qualsiasi            | Semifinale       | 55                                             | 55                                             | 55                                             | 55                                             | 55                                             |
| Doppio    | Qualsiasi            | Quarti di finale | 35                                             | 35                                             | 35                                             | 35                                             | 35                                             |
| Doppio    | Qualsiasi            | Fase a gironi    | 25                                             | 25                                             | 25                                             | 25                                             | 25                                             |

- 750 punti massimi per un giocatore mai sconfitto, 250 punti in doppio[5]

## Finali
| Anno | Campione | Finalista | Punteggio |
| ---- | -------- | --------- | --------- |
| 2020 | Serbia   | Spagna    | 2-1       |
| 2021 | Russia   | Italia    | 2-0       |
| 2022 | Canada   | Spagna    | 2-0       |